# Libellulinae
Die Libellulinae sind eine Unterfamilie der Segellibellen (Libellulidae) innerhalb der Libellen. Diese Unterfamilie ist mit ungefähr 275 Arten in 19 Gattungen eine der größten und am weitesten verbreiteten.

## Merkmale
Die Arten der Unterfamilie Libellulinae sind meist von mittlerer bis großer Größe und oft rötlich oder bläulich gefärbte Libellen. Die Flügeladerung weist verschiedene entwicklungsgeschichtlich gesehen alte und neue Merkmale auf. So weisen die Tiere eine Analschleife auf und ihr Flügeldreieck ist im Vorderflügel auf der Seite der Costa verkürzt. Die äußeren Antenodaladern variieren bezüglich ihrer Ausbreitung in den Subcostabereich.

## Systematik
Neben der namensgebenden Typgattung der Libellula beinhalten die Libellulinae Vertreter weiterer 28 Gattungen. Das Taxon wurde 1842 von Rambur eingerichtet.
- Aethiothemis
- Agrionoptera
- Amphithemis
- Boninthemis
- Cannaphila
- Cratilla
- Dasythemis
- Diplacina
- Epithemis
- Hadrothemis
- Lathrecista
- Libellula
- Lokia
- Lyriothemis
- Misagria
- Nesciothemis
- Nesoxenia
- Notolibellula
- Orchithemis
- Orthemis
- Orthetrum
- Oxythemis
- Phyllothemis
- Plathemis
- Pornothemis
- Potamarcha
- Protorthemis
- Thermorthemis